# رادنی ژوری

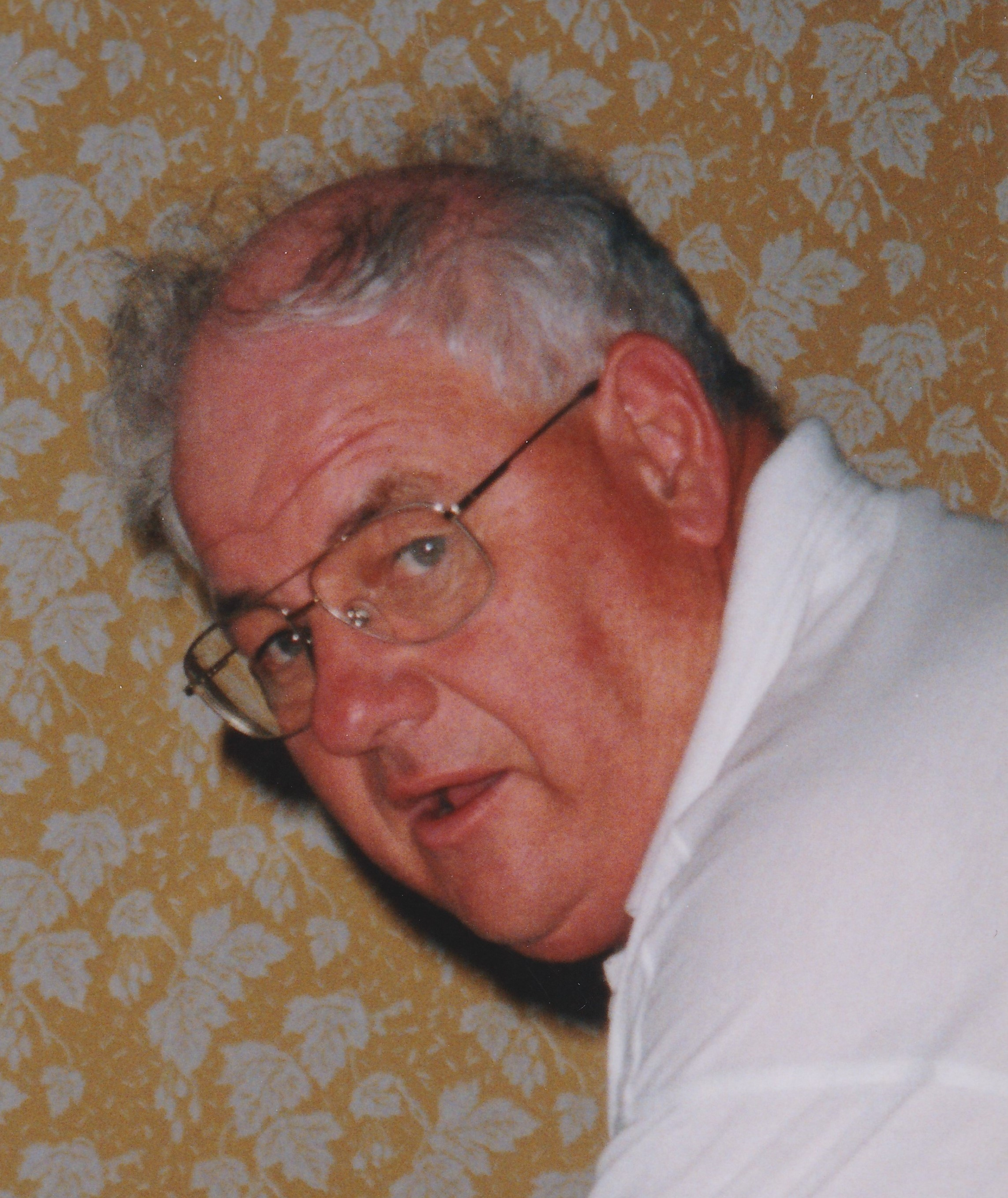
رادنی ژوری

 رادنی ژوری (انگلیسی: Rodney Jory؛ زاده ۲۶ نوامبر ۱۹۳۸) یک فیزیک‌دان اهل استرالیا است. 